# Wolfgang F. Stolper
Wolfgang Friedrich Stolper (geboren 13. Mai 1912 in Wien, Österreich-Ungarn; gestorben 31. März 2002 in Ann Arbor) war ein österreichisch-US-amerikanischer Ökonom.

## Leben
Wolfgang Stolper wurde als ältester Sohn des liberalen Ökonomen Gustav Stolper und der Antonie Kassowitz in Wien geboren. Im Jahr 1925 zog die Familie nach Berlin und emigrierte 1933 in die Vereinigten Staaten. 1938 schloss Stolper sein Ökonomiestudium an der Harvard University ab. Er war Schüler von Joseph Schumpeter.
Stolper war ab 1949 Professor der Volkswirtschaft an der University of Michigan in Ann Arbor. Im Jahr 1941 stellte Stolper gemeinsam mit Paul A. Samuelson das Stolper-Samuelson-Theorem auf.

## Ehrungen
- 1984: Bernhard-Harms-Medaille des Instituts für Weltwirtschaft Kiel[2]
- 1984: Ehrendoktor der Rechts- und Wirtschaftswissenschaftlichen Fakultät der Universität des Saarlandes

## Publikationen
- British Monetary Policy and the Housing Boom. Cambridge, Mass. Harvard Univ. Press, 1941.
- Strukturwandlungen der amerikanischen Wirtschaft seit dem Kriege. Essen. Archiv-Verl. Hoppenstedt Merten, 1956.
- Germany between East and West. Washington, National Planning Association, 1960.
- The Structure of the East German Economy. (Center for International Studies, Massachusetts Inst. of Technology). With the assistance of Karl W. Roskamp. Cambridge: Harvard University Press, 1960.
- Planning without facts. Lessons in resource allocation from Nigeria's development. Cambridge, Mass., Harvard Univ. Press, 1966.
- Joseph Alois Schumpeter: The Public Life of a Private Man. Princeton, NJ: Princeton Univ. Press, 1994.